# Bahnhof Clausthal-Zellerfeld
Der Bahnhof Clausthal-Zellerfeld war ein Bahnhof in der Stadt Clausthal-Zellerfeld im Landkreis Goslar. Von 1877 bis 1976 war er zunächst End-, ab 1912 Durchgangsbahnhof der Bahnstrecke Langelsheim – Altenau. Mit der Stilllegung und Entwidmung dieser Bahnstrecke wurde der Bahnhof geschlossen.
Die Tagesförderstrecke zum Ottiliae-Schacht wird als touristische Attraktion befahren und wurde zuletzt im Jahr 2018 ertüchtigt.

## Geschichte
Der Bahnhof Clausthal-Zellerfeld wurde als gemeinsamer Bahnhof der damals kommunal eigenständigen Städte Clausthal und Zellerfeld errichtet. Mit einem geschmückten Zug wurde am 15. Oktober 1877 die Fertigstellung des Bahnhofs gefeiert.
Im Bahnhof Clausthal-Zellerfeld befanden sich die mechanischen Stellwerke Cwf und Cob. Das Stellwerk Cwf war Sitz des Fahrdienstleiters und wurde in der Bauart Jüdel errichtet. Das Stellwerk Cob war Posten eines Weichenwärters.
Am 16. Oktober 1977, genau 100 Jahre und einen Tag nach Eröffnung des Bahnhofs, befuhr letztmals ein Zug die Normalspurstrecke zum Bahnhof Langelsheim. Es handelte sich um die Dampflok 41-096, die als Sonderfahrt auf der bereits nicht mehr bedienten Bahnstrecke aufgrund des Jubiläums verkehrte.
Das Empfangsgebäude wurde nach Entwidmung der Bahnstrecke von der Deutschen Bundesbahn an die Samtgemeinde Oberharz verkauft. Später fiel das Gebäude an die Stadt Clausthal-Zellerfeld. Für die Umnutzung wurde das Empfangsgebäude umfangreich umgebaut. Seit 1982 befindet sich hier die Stadtbibliothek von Clausthal-Zellerfeld. Im Jahr 2020 wurde das Empfangsgebäude für rund 800.000 Euro energetisch saniert.

## Nächste Stationen
- Richtung Langelsheim: Bahnhof Frankenscharrnhütte (bis 1976)
- Richtung Altenau: Bahnhof Clausthal Ost (bis 1976)